# FSV Schwarzbach
Der FSV Schwarzbach (vollständiger Name: DJK FSV Schwarzbach 1928 e. V.) ist ein deutscher Sportverein aus Hofbieber in Hessen. Der im Jahre 1928 gegründete Verein bietet die Sportarten Fußball, Gymnastik und Tischtennis an. Bekannt wurde der Verein durch die Frauenfußballabteilung, die zwei Jahre in der Bundesliga spielte.

## Frauenfußball
Die Abteilung wurde 1977 ins Leben gerufen. 1982 wurde mit dem Aufstieg in die Landesliga Nord der erste Erfolg erzielt. Nach sieben Jahren stieg die Mannschaft in die Oberliga Hessen, damals die höchste Spielklasse, auf. 1993 gewann die Mannschaft den Hessenpokal und qualifizierte sich erstmals für den DFB-Pokal. Ein Jahr später stieg der Verein erstmals in die Bundesliga auf. Mit nur einem Sieg und zwei Unentschieden folgte jedoch der sofortige Wiederabstieg. Nach dem Wiederaufstieg belegte die Mannschaft den achten Platz in der Südgruppe, scheiterte jedoch in der Relegation zur eingleisigen Bundesliga. Nach einigen Jahren in der Oberliga gehörte der Verein zu den Gründungsmitgliedern der Regionalliga Süd. Zwar schaffte man sportlich den Klassenerhalt, dennoch wurde die Mannschaft am Saisonende zurückgezogen. Danach spielte die Mannschaft wieder in der Gruppenliga. Nachdem man seit der Saison 2013/14 in einer Spielegemeinschaft mit dem SV Tann/Rhön gespielt hatte, wurde der Spielbetrieb der Frauenfußballabteilung nach der Saison 2015/16 komplett eingestellt.

## Männerfußball
Die erste Mannschaft spielt zusammen mit der SG Elters und der SG Eckweisbach in der Gruppenliga nach zuletzt zwei Aufstiegen binnen drei Jahren.

## Erfolge
- Aufstieg in die Bundesliga 1994, 1996
- Hessischer Pokalsieger 1993